# Чарльз Джокін
Чарльз Джон Джокін (англ. Charles John Joughin; 3 серпня 1878, Беркенгед, Англія — 9 грудня 1956, Патерсон, Нью-Джерсі, США) — британсько-американський шеф-кухар, знаний як головний пекар на борту RMS «Титанік». Він пережив затоплення корабля та вижив після надзвичайно тривалого часу перебування у холодній воді, його витягли на рятувальну шлюпку Collapsible B практично без впливу на здоров'я.

## Ранні роки
Народився 3 серпня 1878 року на Паттен-стріт, обруч Вест Флоат у Беркенгеді, Англія, у родині Джона Едвіна (1846—1886), ліцензованого ресторатора, й Еллен (уродженої Кромблголм) Джогін (1850—1938). Вперше вийшов у море 1889 року, в 11 років, а пізніше став головним пекарем на різних пароплавах White Star Line, зокрема RMS «Олімпік».
17 листопада 1906 року у Ліверпулі одружився з Луїзою Вудворд (народилася 11 липня 1879), уродженкою Дугласа, острів Мен. 1907 року у них народилася донька Агнес Ліліан, а 1909 року — син Роланд Ернест. Вважається, що Луїза померла приблизно 1919 року від ускладнень під час народження сина Річарда, який також помер.

## На «Титаніку»
Був частиною провізійного екіпажу «Титаніка» під час його першої та останньої подорожі у квітні 1912 року. Був на борту судна під час його доставляння з Белфаста до Саутгемптона. Знову підписав контракт у Саутгемптоні 4 квітня 1912 року. Як головний пекар отримував місячну зарплату у розмірі 12 фунтів стерлінгів, що еквівалентно 1880 фунтам стерлінгів на сьогодні з поправкою на інфляцію, і керував штатом з тринадцяти пекарів.
У момент зіткнення корабля з айсбергом увечері 14 квітня, о 23:40, Джогін не чергував, а лежав на своїй койці. За його свідченнями, він відчув поштовх від зіткнення й одразу підвівся. З верхніх палуб було передано повідомлення, що офіцери готують рятувальні шлюпки до спуску на воду, і Джогін послав своїх тринадцять осіб на шлюпкову палубу з провізією для рятувальних шлюпок: по чотири буханки хліба кожній. Джогін затримався на деякий час, але потім пішов за ними, діставшись шлюпкової палуби близько 00:30.
Приєднався до головного офіцера Генрі Вайльда на рятувальній шлюпці 10. Джогін разом зі стюардами й іншими моряками допоміг жінкам і дітям дістатися рятувальної шлюпки, хоча через деякий час жінки на палубі втекли з човна, кажучи, що на борту «Титаніка» їм безпечніше. Потім він пішов на палубу А і насильно посадив жінок і дітей у рятувальну шлюпку.

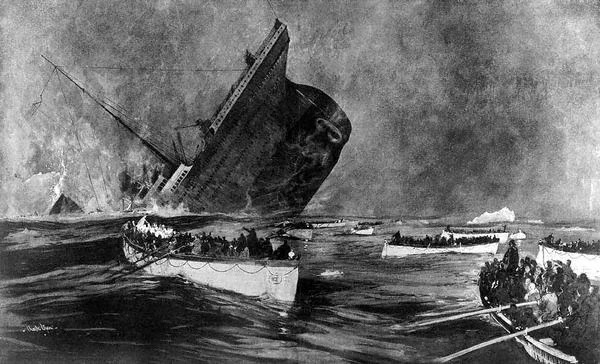
Останній момент занурення «Титаніка». В цей момент Джогін знаходився у верхній частині корабля.

Хоча Джогіна призначили капітаном рятувальної шлюпки 10, він не піднявся на борт; там вже знаходились два матроси та стюард. Він спустився вниз після того, як рятувальна шлюпка 10 відпливла, і «випив краплю лікеру» (тумблер, наполовину заповнений лікером, як він уточнив пізніше) у своїй каюті. Потім він знову піднявся нагору після зустрічі зі «старим лікарем» (можливо, Вільямом О'Лафліном, цілком можливо, що це останній раз, коли його бачили). Коли він дістався шлюпкової палуби, шлюпок там вже не було, тож він спустився на палуби А й кинув за борт близько п'ятдесяти шезлонгів, щоб їх можна було використовувати як плавучі засоби.
Потім Джогін пішов у комору на палубі A, щоб попити води, і там почув гучний гуркіт, «ніби частина корабля прогнулась». Він вийшов із комори й приєднався до натовпу, який біг на кормову частину. Коли він перетинав колодязну палубу, корабель раптово дав крен у лівий бік і, за його словами, і всі впали в шахту, окрім нього. Він піднявся на правий борт палуби, взявшись за поруччя безпеки так, що опинився з зовнішньої сторони корабля. Джогін спустився по ньому як на ліфті, не опустивши голови під воду (за його словами, його голова «може була намочена, але не більше»). Так він став останнім, хто вижив і залишив «Титанік».

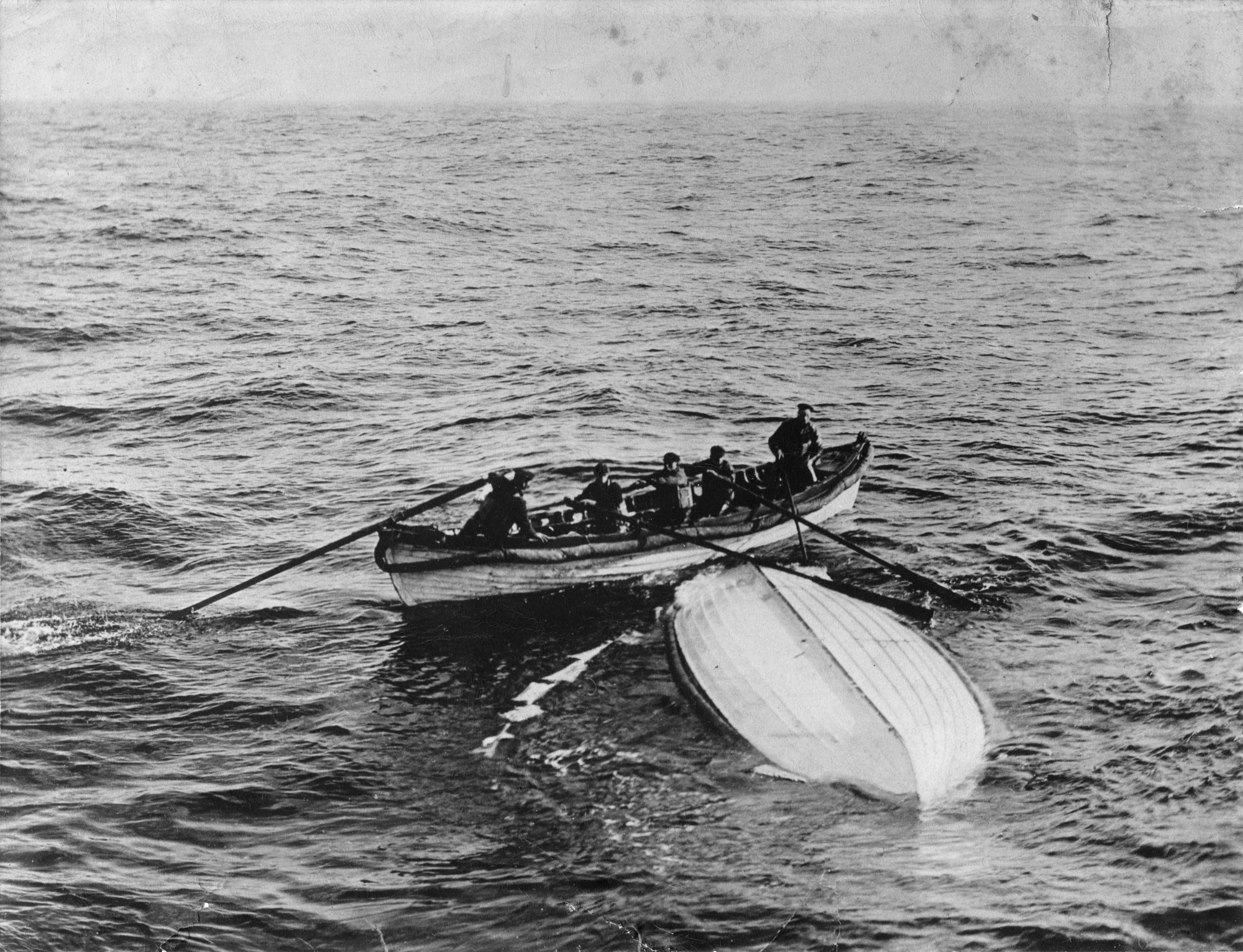
Рятувальну шлюпку Collapsible B знайдена CS Mackay-Bennett.

За його власними свідченнями, він перебував у воді близько двох годин. Він також зізнався, що майже не відчував холоду, радше завдяки алкоголю, який випив. Коли розвиднілося, він помітив перевернуту рятувальну шлюпку Collapsible B із другим офіцером Чарльзом Лайтоллером і приблизно 30 людьми на борту. Джогін повільно поплив до нього, але місця для нього не було. Однак, кухар Ісаак Мейнард, упізнав пекаря і взяв за руку, а Джогін тримався за борт човна, проте ноги все ще були у воді. Потім з'явився ще одна рятувальна шлюпка, яка і врятувала його, потім він пересів на RMS «Карпатія», яке прийшло на допомогу. Після порятунку у нього виявили лише набряклість ніг.

## Подальше життя
Переживши катастрофу «Титаніка», Джогін повернувся до Англії та був одним із членів екіпажу, який свідчив під час розслідування британського комісара з питань затоплення на чолі з лордом Мерсі. 1920 року переїхав на постійне місце проживання до США у Патерсон, Нью-Джерсі. Він також служив на кораблях, якими керувала American Export Lines, а також на військовому транспорті Другої світової війни до виходу у відставку 1944 року.
Повернувшись до Нью-Джерсі, він одружився з місіс Енні Елеонор (Ріплі) Говарт Колл (народилася 29 грудня 1870 року), уродженкою Лідса, яка вперше приїхала до США 1888 року. Енні двічі овдовіла і мала доньку Роуз (1891 року народження), яка пізніше вийшла заміж за Генрі Стоера.
Смерть Енні 1943 року стала великою втратою, від якої він так і не оговтався. Дванадцять років потому Джогіна запросили описати свій досвід для книги Волтера Лорда «Незабутня ніч».
Невдовзі після цього його здоров'я різко погіршилося. Він помер від пневмонії у лікарні Патерсона 9 грудня 1956 року у 78-річному віці. Його поховали разом з дружиною на цвинтарі Сідар-Лоун у Патерсоні, Нью-Джерсі.

## У масовій культурі
У фільмі «Пам'ятна ніч» 1958 року Джогіна втілив Джордж Роуз, а у фільмі «Титанік» 1997 року його зіграв Ліама Туохі.
У четвертому сезоні 2016 року «П'яної історії» Джгіна зіграв Кріс Парнелл та Стюарт Лютс у другому сезоні британської версії того ж року.